# Жаковце
Жаковце (словац. Žakovce) — село в Словаччині, Кежмарському окрузі Пряшівського краю.
В селі є готичний римо-католицький костел з прибл. 1300 року та протестантський костел з 1793 року.

## Географія
Розташоване на півночі східної Словаччини в південно—східній частині Попрадської угловини. Протікає Жаковський потік.

## Історія
Вперше село згадується у 1209 році.

## Населення
| Рік:            | 1994. | 2004.    | 2014.    | 2024.   |
| --------------- | ----- | -------- | -------- | ------- |
| Кількість осіб: | 568   | 709      | 861      | 863     |
| Різниця:        |       | +24,82 % | +21,43 % | +0,23 % |

| Рік:            | 2023. | 2024.   |
| --------------- | ----- | ------- |
| Кількість осіб: | 860   | 863     |
| Різниця:        |       | +0,34 % |

В селі проживає 818 осіб.
Національний склад населення (за даними останнього перепису населення — 2001 року):
- словаки — 96,91 %
- русини — 1,14 %
- чехи — 0,98 %
- українці — 0,33 %

Склад населення за приналежністю до релігії станом на 2001 рік:
- римо-католики — 57,00 %,
- греко-католики — 35,02 %,
- православні — 3,75 %,
- протестанти — 0,65 %,
- не вважають себе віруючими або не належать до жодної вищезгаданої церкви — 3,59 %